# International Touring Car Championship
Die International Touring Car Championship (kurz: ITC) war eine internationale Rennserie für Tourenwagen. Sie existierte 1995 und 1996 und war direkter Nachfolger der damaligen Deutschen Tourenwagen-Meisterschaft.

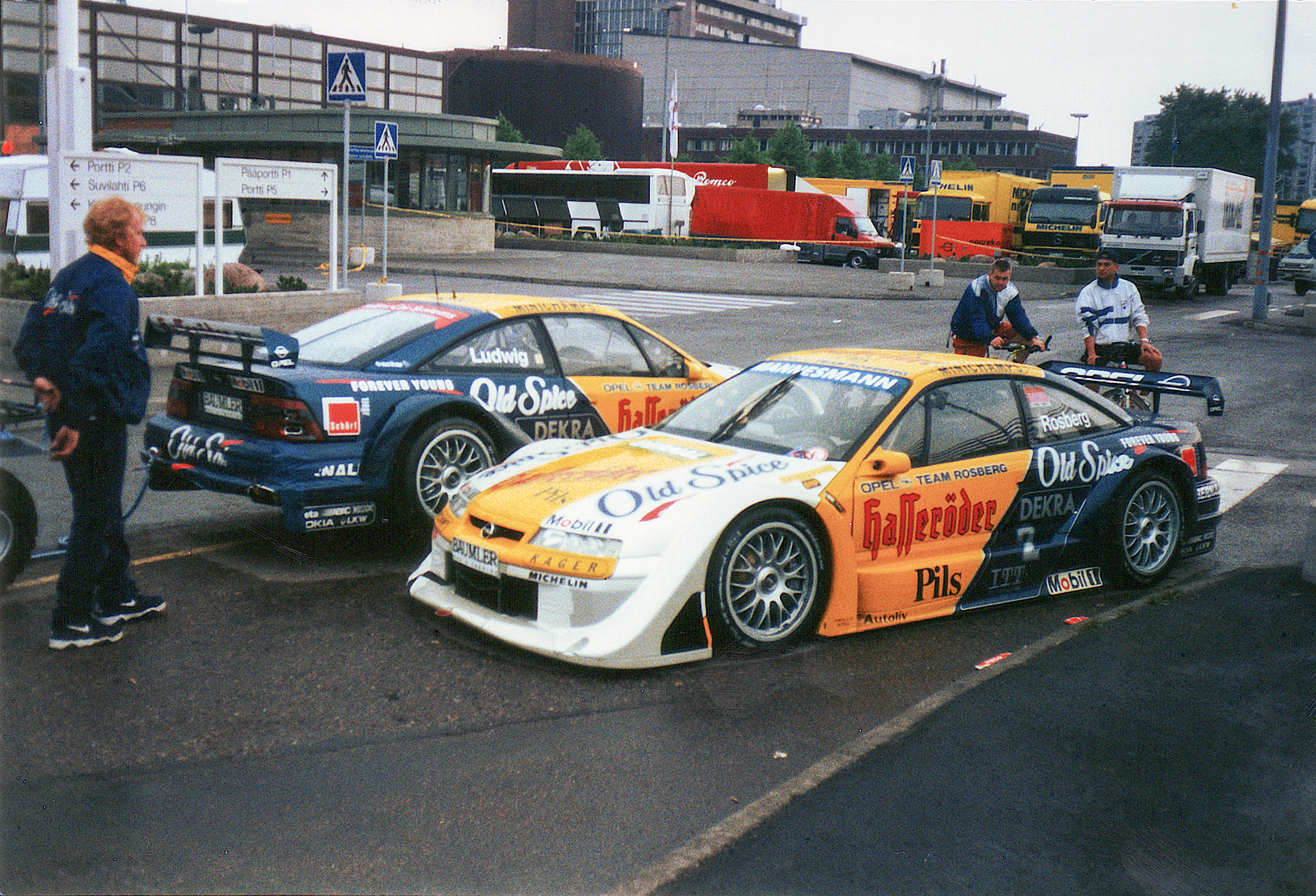
Der Opel Calibra V6 4×4

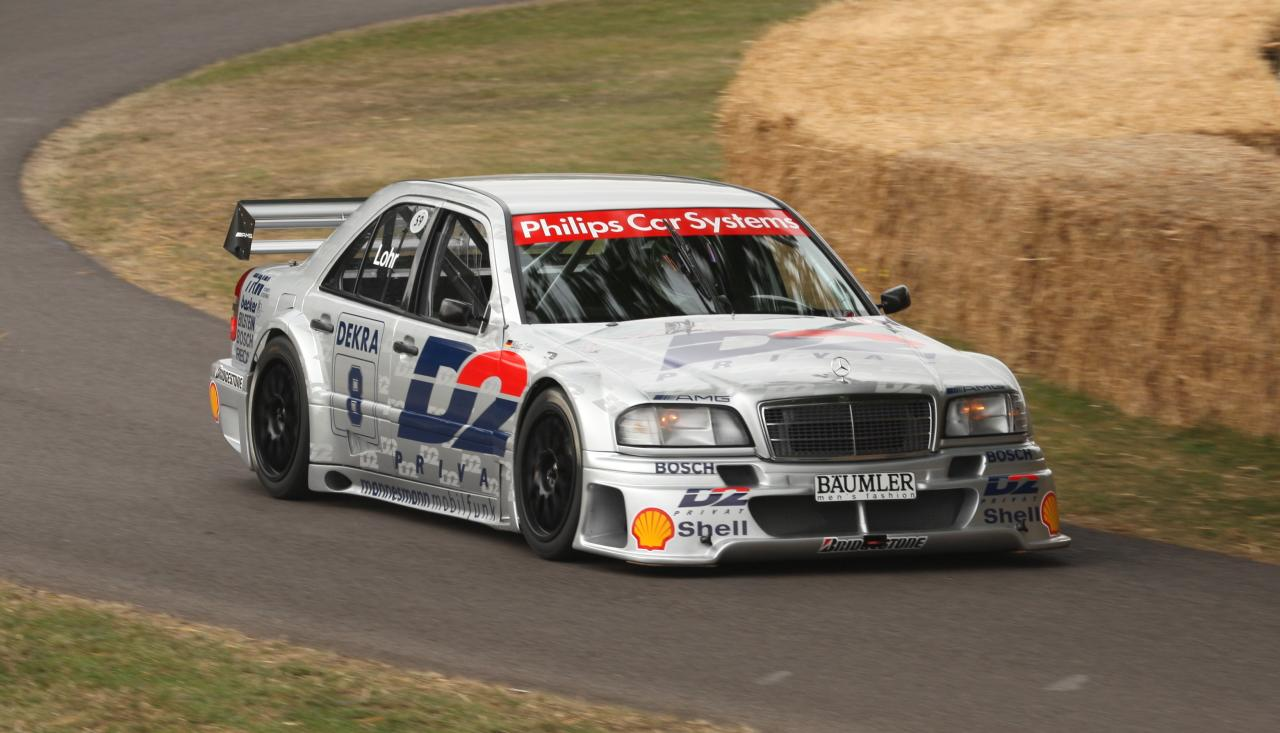
Die DTM AMG Mercedes C-Klasse

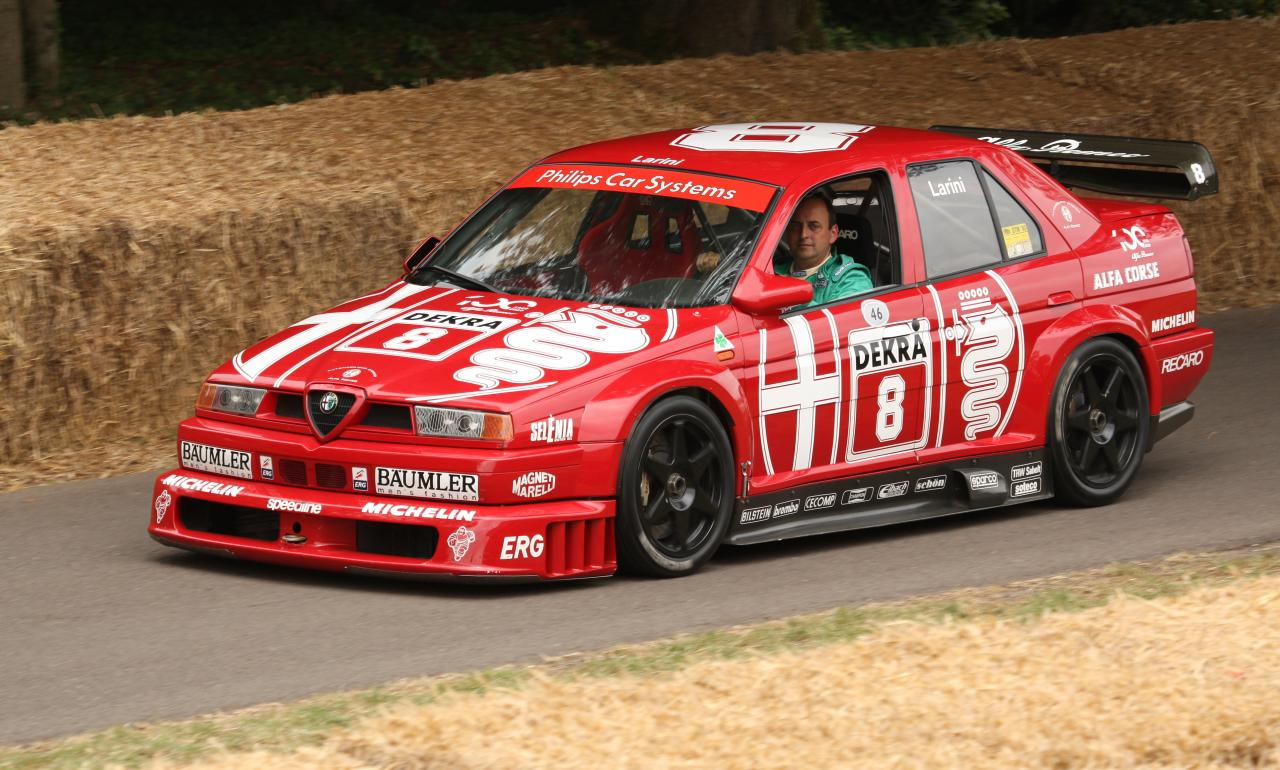
Der Alfa Romeo 155

## Geschichte
Nachdem die Kosten in der damaligen DTM aufgrund des Wettrüstens der drei beteiligten Werke Alfa Romeo, Mercedes und Opel enorm anstiegen, wurde die Idee einer Tourenwagen-Weltmeisterschaft geboren. So schien es vertretbar, derart hohe Summen für die Klasse-1-Tourenwagen zu investieren. Der Gedanke, die DTM zu internationalisieren, war nicht neu. Schon zur Zeit der „Gruppe A“ Anfang der 1990er Jahre gab es solche Gespräche. Zunächst fanden 1991 einige Einladungsrennen im tschechischen Brünn und im englischen Donington Park unter dem Namen ITR-Cup statt, die nicht zur Meisterschaft zählten. Auch 1992 wurde Brünn besucht, 1993 und 1994 stattdessen Donington.

### Gründung
1995 wurde die ITC dann ins Leben gerufen und parallel zur DTM ausgetragen. Die Fahrer der DTM absolvierten neben sieben Doppelläufen in Deutschland weitere fünf im europäischen Ausland, die von der DTM getrennt für die Meisterschaft der ITC gewertet wurden. Unter den Fans war die getrennte Wertung der beiden Serien unbeliebt und unübersichtlich. Letztlich gewann mit Mercedes-Pilot Bernd Schneider derselbe Fahrer beide Wertungen.

Wegen der Unübersichtlichkeit und aus Gründen der besseren Vermarktung wurde im Jahre 1996 nur noch eine Wertung in der ITC ausgetragen, die DTM entfiel ersatzlos. Im Rahmen der Serie wurden sechs Rennen in Deutschland, fünf in Europa und zwei außerhalb Europas ausgetragen. Für 1997 plante man eine reguläre Tourenwagen-Weltmeisterschaft, wie es sie bis zu diesem Zeitpunkt nur 1987 einmal gegeben hatte; zur Austragung kam es allerdings nie.

### Technik und Kosten

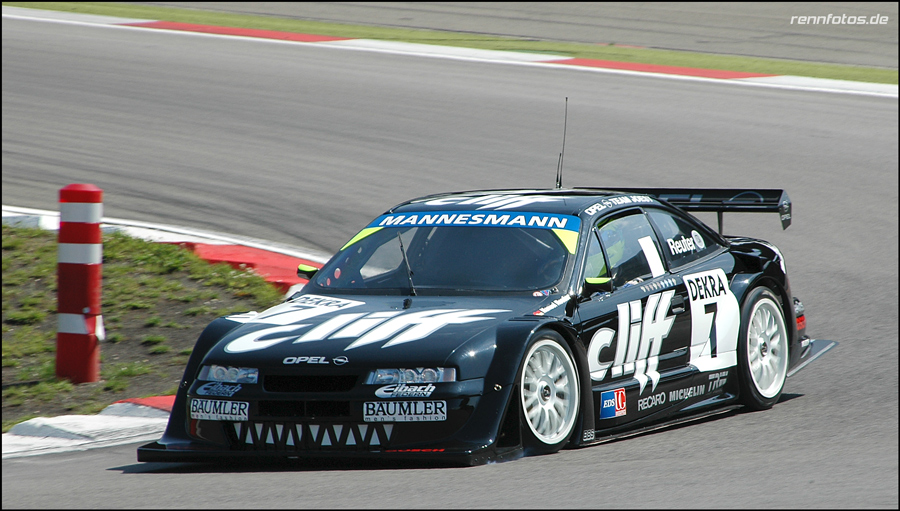
Das Meisterfahrzeug von Manuel Reuter aus der Saison 1996, der Opel Calibra V6 4×4

Die ITC-Saison 1996 gilt als die technisch höchstentwickelte Tourenwagen-Meisterschaft, die es je gab. Selbst die Formel 1 war zu der Zeit strenger reglementiert. Die Getriebe der DTM-Fahrzeuge schalteten vollautomatisch; über Laptops wurden die Fahrwerke abgestimmt, statt Federn und Dämpfer einzustellen; für jeden Punkt der Strecke konnten die Differentiale und Stabilisatoren anders programmiert werden; die Fahrzeughöhe ließ sich hydraulisch einstellen; es gab einen beweglichen Schlitten, der Gewicht nach vorne oder hinten verschieben konnte; durch Jalousien wurden die Lufteinlässe auf der Geraden für eine bessere Aerodynamik geschlossen; Front und Heck der Mercedes-C-Klasse konnten komplett in wenigen Minuten per Modulbauweise gewechselt werden. Elektronische Fahrhilfen wie Traktionskontrolle oder Antiblockiersystem, die heute in Straßen-Pkws üblich sind, wurden in den Renntourenwagen perfektioniert. Die Entwicklungskosten explodierten und die Eintrittspreise stiegen, was die Fans vergraulte.

### Action und Sport
Nicht nur technisch war die Saison 1996 ein Superlativ, auch der Sport auf der Rennstrecke setzte einen Höhepunkt. Zum ersten Mal in der Geschichte der DTM waren alle Marken praktisch gleich stark, nachdem vorher stets eine Marke dominierte. Zehn Rennen gewann Alfa Romeo, neun Opel und sieben Mercedes-Benz. Die Rennen waren spannend, es gab viele Überholmanöver. Der Titel ging schließlich an Opel. Manuel Reuter machte mit dem Sieg der Meisterschaft sein Auto zu einem Mythos unter den Opel-Fans, die beim Begriff „Cliff-Calibra“ noch heute an den spektakulären Tourenwagen denken. Für Opel war der ITC-Titel der größte motorsportliche Erfolg seit dem Gewinn der Rallye-Weltmeisterschaft 1982.

### Das Ende
Obwohl auf der Rennstrecke Spannung geboten war, fehlten auf der Tribüne die Zuschauer. Grund dafür waren die hohen Eintrittspreise und das „hermetisch abgeriegelte“ Fahrerlager. Bestand zu DTM-Zeiten noch der Kontakt zwischen Aktiven und Besuchern, wurde die ITC immer anonymer. Der erhoffte Erfolg im Ausland blieb aus, in Deutschland wurden die Tribünen leerer. Dazu verlor man wenige Wochen vor dem Saisonstart das ZDF als Fernsehpartner, wobei mit VOX schnell Ersatz anrückte. Noch in der Saison wünschten sich die Fans „ihre alte DTM“ zurück. Für die Hersteller wurde die Beteiligung an der Rennserie zusehends kostspieliger. Zu spät hatten die Sportchefs erkannt, dass sie das Wettrüsten übertrieben. „Mitte 1996 wurde der Versuch gestartet, die Technik für die Saison 1997 einzufrieren und dann 1998 mit technisch weniger komplexen Autos (ohne Allradantrieb und ohne elektronische Fahrhilfen) zu starten“. Dies kam jedoch zu spät. Am 25. September 1996 verkündeten in einem gemeinsam formulierten Schreiben die beiden Hersteller Alfa Romeo und Opel den Ausstieg aus der ITC. Ein kurzzeitig angedachter Plan im Jahr 1997 mit Vorjahresfahrzeugen anzutreten scheiterte. Im Gegensatz zu 1993 fand sich kein neuer, rettender Hersteller und somit war es vorbei. Nach dem Tod von DRM und DTM starb auch die ITC in der Kostenfalle, die Geschichte wiederholte sich.

## Nachfolger
Durch das Aus der ITC hatte man nicht nur eine internationale Tourenwagenserie verloren, sondern es fehlte in Deutschland nach dem Ende der DTM auch eine nationale Tourenwagenserie. Der Super Tourenwagen Cup, die bis dahin zweite Liga, stieg auf und hatte die Aufgabe, die DTM zu ersetzen. In dieser Tourenwagen-Klasse engagierten sich nach dem Ausstieg aus der ITC auch Opel und Alfa Romeo, während Mercedes Sportwagenrennen in der FIA GT betrieb. Doch die Klasse 2-Tourenwagen waren zu seriennah und unspektakulär und wurden deshalb vom Publikum nicht angenommen. 1999 war man mit der STW in Deutschland an ihrem Endpunkt angelangt. Auch hier wurden die Kosten zu hoch, bedingt durch einen sehr engen Spielraum des Reglements, der aufwendig ausgenutzt werden sollte oder musste.

### Deutsche Tourenwagen-Masters
Nach dem Ende der STW entwickelte man in Deutschland eine Nachfolgerennserie, die wieder an die alte DTM anknüpfen sollte. Hauptinitiator dabei waren die ehemaligen ITC-Hersteller Opel und Mercedes. BMW war ebenfalls an der Ausarbeitung des Reglements beteiligt. Eine Beteiligung blieb jedoch bis 2011 aus. Ab dem Jahre 2000 wurde eine neue DTM ausgetragen, nun als Deutsche Tourenwagen-Masters bezeichnet, die sich zwar optisch eher am alten Klasse 1-Reglement orientiert, aber sehr strenge Kostensenkungsregeln hat. Da die Fahrzeuge technisch wie Prototypen aufgebaut sind, haben sie nur wenig mit den Straßenversionen zu tun und sind relativ anfällig bei Kollisionen, sehen aber spektakulär aus und sind vergleichsweise schnell. Dennoch gab es in der DTM-Premierensaison im Jahr 2000 mit Mercedes und Opel nur zwei Werksmannschaften. Audi war mit vier vom privaten Team Abt eingesetzten Fahrzeugen vertreten und trat als Hersteller erst zur Saison 2004 offiziell bei. Aus Kostengründen beendete Opel sein DTM Engagement zum Ende der Saison 2005, so dass bis zum Einstieg von BMW zur Saison 2012 erneut nur zwei Hersteller werksseitig vertreten waren.

### Tourenwagen-Weltmeisterschaft
Auch international hatten die Supertourenwagen keine Zukunft mehr. Hier entwickelte die FIA zusammen mit mehreren Herstellern wie BMW und dem ehemaligen ITC-Hersteller Alfa Romeo an einem Nachfolgereglement der Super 2000-Tourenwagen. Anders als bei der DTM sind dies klassische Tourenwagen, die auf der Rohkarosserie aufgebaut werden. Daher sind diese Autos recht seriennah und robust, was einen harten Tourenwagen-Fahrstil mit Fahrzeugberührung möglich macht. Zuerst wurde 2002 mit diesen Fahrzeugen die von FIA neu eingeführte Tourenwagen-Europameisterschaft ausgetragen. 2005 wurde die EM in eine Tourenwagen-Weltmeisterschaft umgewandelt. Im Gegensatz zu 1997 zu ITC-Zeiten klappte es diesmal; der WM-Status weckte auch Interesse bei mehreren Herstellern. So waren in der Premierensaison mit Alfa Romeo, BMW, Chevrolet, Ford und Seat gleich 5 Werksteams vertreten.

## Meister
| Jahr | Fahrer-Meister                              | Marken-Meister |
| ---- | ------------------------------------------- | -------------- |
| 1995 | Bernd Schneider (DTM AMG Mercedes C-Klasse) | Mercedes-Benz  |
| 1996 | Manuel Reuter (Opel Calibra V6 4×4)         | Opel           |